# Teuzzone
Teuzzone (RV 736) est un opéra composé par Antonio Vivaldi en 1719 sur un livret d'Apostolo Zeno datant de 1706. Il a été représenté pour la première fois au Teatro Arciducale de Mantoue pendant le carnaval de 1719.

## Les rôles
| Rôle                                                                                   | Le type de la voix | Premiere Lancer (Chef d'orchestre: – ) |
| -------------------------------------------------------------------------------------- | ------------------ | -------------------------------------- |
| Troncone, Empereur de Chine                                                            | ténor              | Giuseppe Pederzoli                     |
| Teuzzone, son fils, amoureux et fiancé de Zelinda                                      | soprano travesti   | Margherita Gualandi, "la Campioli"     |
| Zidiana, fiancée de Troncone mais pas encore mariée, secrètement amoureuse de Teuzzone | contralto          | Anna Ambreville                        |
| Zelinda, princesse Tartare amoureuse de Teuzzone                                       | contralto          | Teresa Mucci                           |
| Cino, gouverneur du royaume, amoureux de Zidiana                                       | soprano castrat    | Gasparo Geri                           |
| Sivenio, un général de l'empire, amoureux de Zidiana                                   | basse              | Francesco Benedetti                    |
| Egaro, capitaine des gardes, parent et confident de Zidiana                            | contralto castrat  | Lorenzo Beretta                        |
| Argonte, prince Tartare confident de Zelinda                                           | ténor              | Giuseppe Pederzoli                     |
| Chœur des soldats, des gardes et autres personnages                                    |                    |                                        |

## Synopsis
L'intrigue concerne les suites de la mort de Troncone, où sa promise Zidiana manigance avec le gouverneur Cino et le général Sivenio pour s'emparer du pouvoir, Teuzzone étant cependant l'héritier légitime. Zelinda, la fiancée de Teuzzone, est une femme forte et sûre de son bon droit qui lutte contre ces manœuvres, surtout quand il devient clair que le projet de Zidiana est d'épouser elle-même Teuzzone.

## Enregistrements
Chef d'orchestre : Sandro-Volta. Orchestra dell'Opera Barocca di Guastalla. Chanteurs: Pagano, Barazzoni, Bortolanei, Piccini, Lippi, Favari, Manzotti. Date: 1996. Publié: 1996.
Chef d'orchestre : Jordi Savall. Le Concert des Nations. Chanteurs: Lopez, Milanesi, Galou, Mameli, Zanasi, Giovannini, Sakurada. Étiquette: Naïve (2011).